# Povidon-Iod
Povidon-Iod oder Povidon-Jod (PVP-Iod, PVI, PVJ, Iodophor oder Poly(1-(2-oxo-1-pyrrolidinyl) ethylen)iod-Komplex) ist ein wasserlöslicher Komplex von Iod mit Polyvinylpyrrolidon (PVP, Povidon), der als Desinfektionsmittel bzw. Antiseptikum verwendet wird.

## Struktur

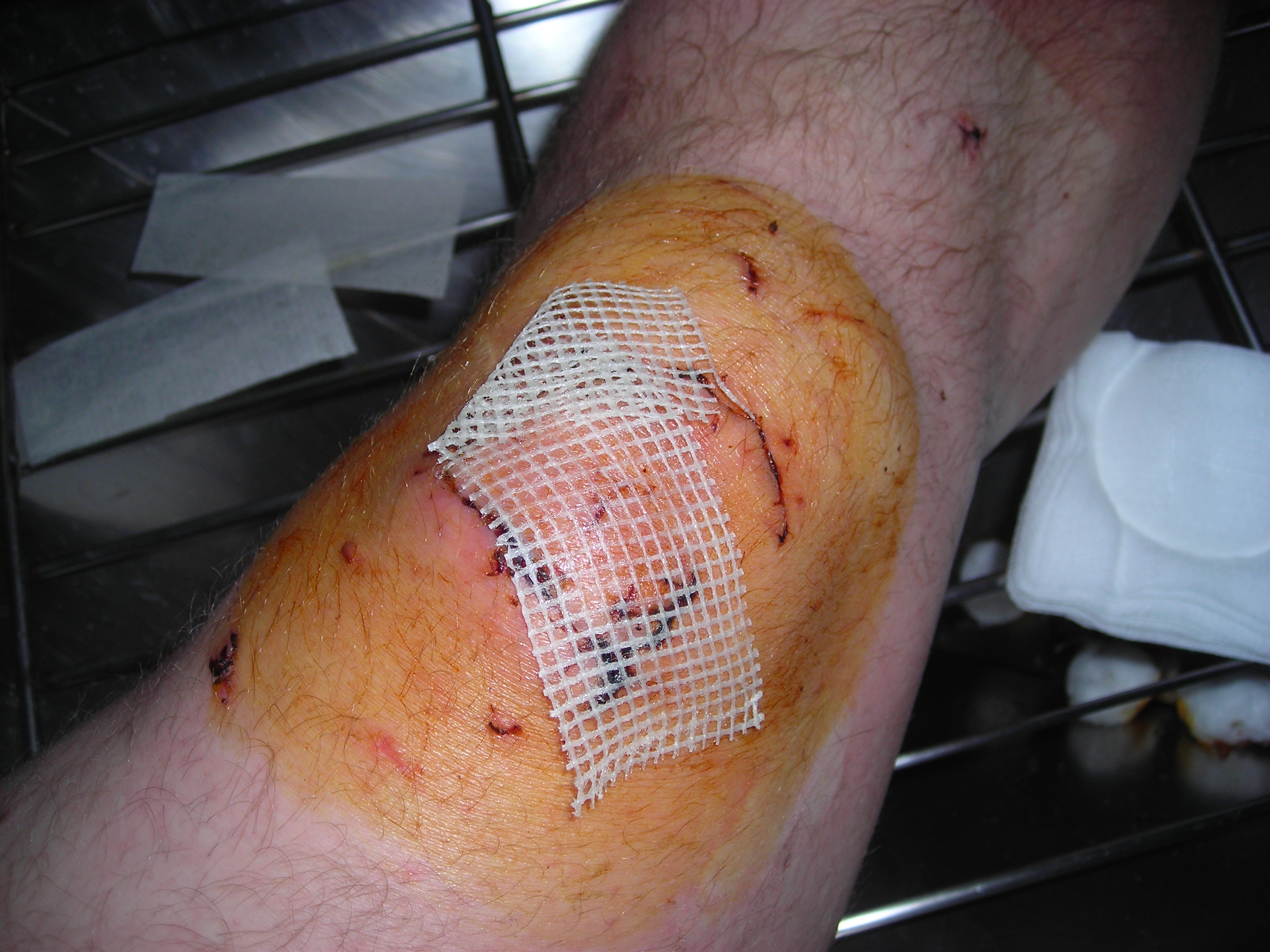
Wunddesinfektion mit Povidon-Iod, abgedeckt mit Fettgaze.

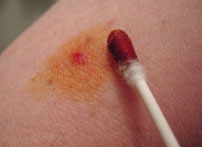
Povidon-Iod-Lösung wird mit einem Wattestäbchen auf eine Schürfwunde aufgetragen.

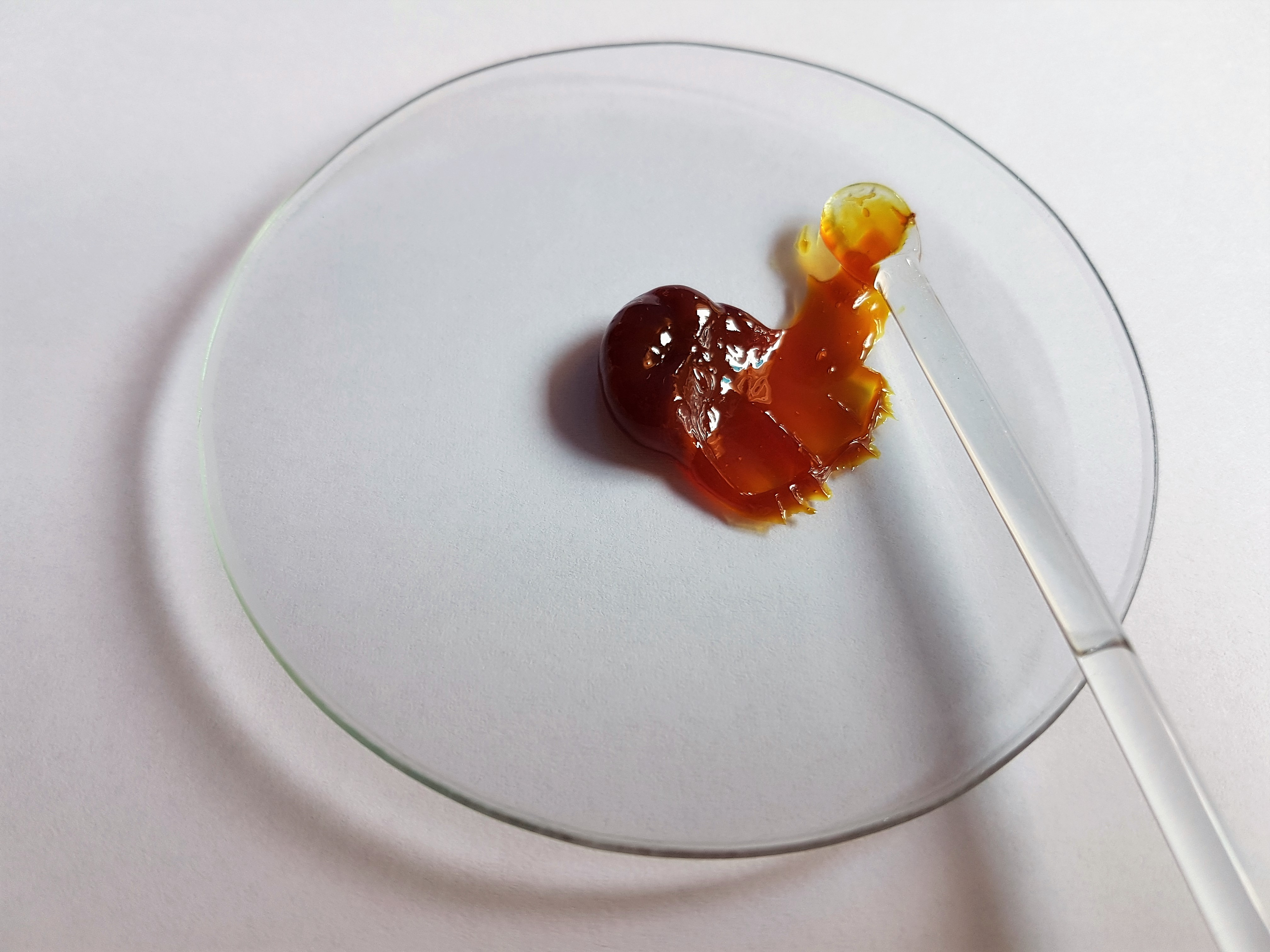
Jodsalbe (Jod-PVP in Macrogolsalbe)

Wasserstofftriiodid (H+I3−) fungiert als Ionenpaar innerhalb des Povidons. Das Iodid scheint so gebunden zu sein, dass das Proton über kurze Bindungen an die Carbonylgruppen zweier Pyrrolidonringe gebunden ist, während das Triiodidanion ionisch an das Kation gebunden ist. Die positive Ladung ist über die -N-C-O-H-O-C-N-Bindungen der Pyrrolidonringe verteilt. Der linke Strukturteil (n) zeigt den mit Iod komplexierten Teil, der rechte (m) den nicht komplexierten der Kette, wobei n/m = 1/18 ist, d. h., ein komplexierter Teil der Polymerkette kommt auf 18 nicht komplexierte Teile.

## Anwendung
Eine 10%ige wässrige Lösung von Povidon-Iod wird topisch als bakterizides, fungizides, germizides, sporozides und viruzides Desinfektionsmittel verwendet. Es hat ein ähnliches Wirkungsspektrum wie Iodtinktur, ist jedoch für Haut und Schleimhäute verträglicher. 3%iges Povidon-Iod (PVP-I) als liposomales Hydrogel zeigt dabei in der Wundversorgung gegenüber herkömmlichen PVP-I-Formulierungen eine signifikant überlegene Wirkung.
Ein Tropfen einer 2,5%igen Povidon-Iod-Lösung kann bei Neugeborenen unmittelbar nach der Geburt zur Prophylaxe der Ophthalmia neonatorum (Credé-Prophylaxe) in das Auge getropft werden.
Povidon-Iod ist auch als Wirkstoff in Jodsalbe enthalten. Jodsalbe wird beim Wundliegen, bei Geschwüren an Beinen oder Füßen auf Grund von Durchblutungsstörungen (Ulcus cruris), bei oberflächlichen Wunden, Verbrennungen und bei infizierten Hauterkrankungen (Dermatose) angewendet. Dafür wird die Salbe auf die betroffene Hautstelle aufgetragen und mit einem Verband bedeckt.

## Wirkung
PVP-Iod ist wirksam gegen eine Vielzahl von Krankheitserregern, wie Bakterien, Viren und Pilzen und wirkt desinfizierend.
PVP-Iod weist im Vergleich zu modernen Wundantiseptika (z. B. Polyhexanidlösung oder Octenidin) keine bekannten Wirkungslücken auf. Die rasch einsetzende mikrobiozide Wirkung – ohne organische Belastung in vitro innerhalb von 30 Sekunden – und die gute Gewebeverträglichkeit machen PVP-Iod zum „Wirkstoff der Wahl für die kurzzeitige Anwendung bei Infektionen oder verschmutzten traumatischen Akutwunden“, wobei für Polyhexanid und Octenidin eine „prinzipielle Gleichwertigkeit“ [bezüglich der Anwendung an akuten infizierten bzw. kolonisierten Wunden] festgestellt wurde.

## Nachteile
Gleichwohl ist PVP-Iod im Vergleich zu modernen Wundantiseptika mit verschiedenen Nachteilen behaftet, die seine Einsatzmöglichkeiten limitieren. So treten selten allergische Reaktionen und systemische Nebenwirkungen (z. B. Schilddrüsenüberfunktion) auf, weshalb PVP-Iod beispielsweise nicht bei Patienten mit (hyperthyreoten) Schilddrüsenerkrankungen eingesetzt werden soll. Auch in Schwangerschaft, Stillzeit und bei Säuglingen bis zum 6. Lebensmonat ist die Anwendung sorgfältig abzuwägen und gegebenenfalls die Schilddrüsenfunktion zu kontrollieren.
Darüber hinaus wird die Wundbeurteilung durch die braune Färbung des Präparats erschwert. Schließlich wird Jod durch den Kontakt mit Blut, Eiter und Wundexsudat inaktiviert (so genannter Eiweißfehler), was die desinfizierende Wirkung und die Wundrandinspektion durch die unvermeidbare dunkle Hautverfärbung beeinträchtigt und somit das Präparat schon vor Jahrzehnten in die Kritik gebracht hat: Zudem sind Resistenzen bei häufigen Problemkeimen wie Staphylococcus aureus, Staphylococcus epidermidis species und Pseudomonas aeruginosa beschrieben. Zudem beeinträchtigt Jod die Wundheilung durch Zytotoxizität der nachwachsenden Zellen.
PVP-Iod darf nicht gleichzeitig mit quecksilberhaltigen Mitteln (wie z. B. Mercurochrom oder Merfen Orange) verwendet werden, weil dann die ätzende Verbindung Quecksilber(I)-iodid entsteht. Quecksilberhaltige Desinfektionsmittel sind heute allerdings nicht mehr erhältlich.
Diese Nachteile sind schon lange bekannt und trugen teils dazu bei, PVP-Iod in der Wundversorgung durch andere Antiseptika zu ersetzen.

## Handelsnamen
Monopräparate
Betadine (ES, CH, I, NL, F), Betadona (A), Betaisodona (D, A), Braunol (D, A, CH), Braunosan (CH), Braunovidon (D, A, CH), Destrobac (CH), Freka-Cid (D), Inadine (D), Jodoplex (CH), Polydona (D), Polysept (D), Sepso J Lösung und Salbe (D), Topionic (ES), Traumasept (D), Wundesin (A),  Repithel (D)
Kombinationspräparate
Betaseptic (D, A, CH), Braunoderm (D, A, CH)